# 克里斯蒂安·贝克曼
克里斯蒂安·贝克曼（瑞典語：Christian Bäckman，1980年4月28日—），瑞典男子冰球运动员。他曾代表瑞典参加2006年冬季奥林匹克运动会冰球比赛，获得一枚金牌。他也曾两次获得世界男子冰球锦标赛奖牌。